# Sant Serni de Vila-rubla
Sant Serni de Vila-rubla és una església romànica del poble de Vila-rubla, en el municipi de Montferrer i Castellbò (Alt Urgell), protegida com a bé cultural d'interès local.

## Descripció
L'església és d'una sola nau, coberta amb embigat de fusta i capçada a sud-est amb capçalera plana, que és precedida per un tram més estret que la resta de la nau cobert amb volta de canó, que no es diferencia externament de la nau. La porta, en arc de mig punt, s'obre a la façana de ponent, que és rematada per un campanar d'espadanya de dos ulls, i a la façana de ponent hi ha una capella rectangular, afegida a l'obra original. A llevant d'aquesta capella hi ha una finestra de doble esqueixada, situada prop de l'angle sud-est de l'església. L'aparell és de reble sense elements remarcables.

## Història
La parròquia de Villarubea és citada a l'acta de consagració de la catedral de la Seu d'Urgell de l'any 839. El lloc de Vilarrubia apareix esmentat a l'acta de consagració de l'església del monestir de Santa Cecília d'Elins l'any 1080. A l'Spill, redactat l'any 1519, és recollida la seva adscripció al vescomtat de Castellbò. L'església de Sant Serni, del deganat de l'Urgellet, és esmentada a la visita dels anys 1312 i 1314, endegada pels delegats de l'arquebisbe de Tarragona. L'església de Sant Serni era sufragània de Sant Fruitós de Guils del Cantó, i actualment està inclosa dins de la demarcació parroquial de Sant Serni de Noves.
Durant la guerra civil va ser espoliada pels maquis republicans, que van cremar un retaule, unes baranes barroques i alguna imatge.
El trebol de l'església va estar reparat pel seu precari estat substituint l'original de llosa per uralita.
A finals del segle xx, les campanes de l'església van ser retirades pel bisbat i han estat motiu de desavinences amb el poble fins a l'actualitat.